# Friedrich Wilhelm von Ketelhodt
Friedrich Wilhelm von Ketelhodt (* 24. Februar 1766 in Rudolstadt; † 20. April 1836 ebenda) war ein Jurist und Kanzler im Fürstentum Schwarzburg-Rudolstadt.

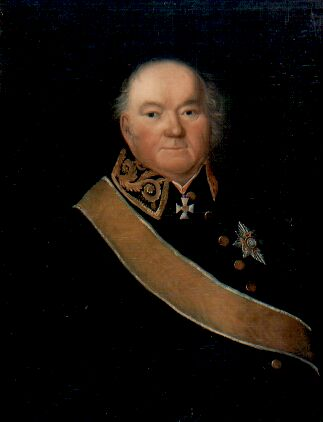
Friedrich Wilhelm von Ketelhodt (1766–1836)

## Leben

### Familie
Friedrich Wilhelm entstammte der alten Familie der Ketelhodts. Er war der dritte Sohn von 12 Kindern des Carl Gerd von Ketelhodt, Kanzler in Rudolstadt, und dessen Ehefrau Auguste Friederike (* 25. April 1742 in Schlettwein bei Gera; † 28. Februar 1803 in Rudolstadt), geb. Freiin Bachoff von Echt.
Seine Geschwister waren:
- Friedrich Carl Vredeber von Ketelhodt (* 15. Januar 1764; † 5. Dezember 1764);
- Carl von Ketelhodt (*/† 12. Januar 1765);
- Ludwig Ferdinand von Ketelhodt (* 19. August 1767; † 1789), Kammerherr von Elisabeth Christine von Braunschweig-Wolfenbüttel-Bevern, Königin von Preußen;
- Sophie Henriette von Ketelhodt (* 22. Oktober 1768; † unbekannt), verheiratet mit dem Kammerjunker und Major von Imhof aus Coburg;
- Friederike Caroline von Ketelhodt (* 24. Juni 1770; † August 1825 in Rudolstadt), verheiratet mit Johann Friedrich Bachoff von Echt (1773–1801);
- Karl Ulrich von Ketelhodt (* 30. März 1773; † 7. November 1832), Kammerherr, Oberjägermeister und Chef des Forstwesens in Schwarzburg-Rudolstadt;
- Theresia Christiane Friederike von Ketelhodt (* 28. März 1775, † 28. März 1825), Hofdame bei der Prinzessin von Hessen Philippstal, heiratete später einen Missionar und Religionslehrer in der Nähe von St. Louis;
- Georg Ernst von Ketelhodt (* 18. Dezember 1776; † 21. April 1830), Rittmeister und Brigadeadjutant beim Brigadier von Stülpnagel;
- Leopold Gerd von Ketelhodt (* 28. Februar 1779; † 22. Juli 1822), Studium der Schönen Wissenschaften in Göttingen,[1] Oberstallmeister;
- Auguste Friederike von Ketelhodt (* 12. Januar 1781; † 21. Mai 1808), fürstlich schwarzburgische Hofdame;
- Louise Charlotte von Ketelhodt (* 7. Dezember 1782; † 4. Mai 1870), heiratete den Oberforstmeister Friedrich Wilhelm Ludwig von Hake (* 3. Januar 1777; † 7. Juli 1851) aus Hasperde, Sohn von Adolf von Hake.

Friedrich Wilhelm von Ketelhodt heiratete 1792 Caroline Ulrike (* 25. Dezember 1772; † 10. April 1832), eine Tochter des Hofmarschalls von Kyckebusch aus Homburg. Weil sie keine Kinder hatten, nahmen sie Louise von Imhoff, die Tochter einer Schwägerin, als Pflegetochter bei sich auf; diese heiratete später den Landjägermeister Bernhard von Holleben.

### Werdegang
Seinen ersten Unterricht erhielt Friedrich Wilhelm durch einen Hauslehrer. Anschließend besuchte er das Gymnasium in Rudolstadt und begann 1778 im fast vollendeten 12. Lebensjahr ein Studium der Geschichte und der Rechtslehre an der Universität Jena. Durch ein Dekret vom 19. August desselben Jahres erhielt er den Charakter eines Hofjunkers und die Zusicherung einer künftigen Anstellung im Staatsdienst. 1784 wechselte er an die Universität Göttingen und promovierte dort im Oktober 1785.
Schon am 26. März 1785 wurde er in Rudolstadt zum Kammerjunker und Regierungsassessor bestellt; am 15. April 1789 wurde er zum Regierungsrat befördert. Er begleitete 1789 bis 1790 den Fürsten Ludwig Friedrich in die Schweiz, nach Frankreich und Italien und führte ein Reise-Tagebuch, das er später veröffentlichte.
Am 21. Juli 1790 wurde er zum Hof- und Legationsrat erhoben. Am 21. März 1792 erfolgte seine Beförderung zum Vizedirektor der Regierung und der damit verbundenen Kollegien in Frankenhausen. Am 11. April 1792 wurde er Amtshauptmann mit dem Charakter eines Landeshauptmanns und durch Dekret vom 18. Mai 1793 wurde er Direktor der Regierung in Frankenhausen mit dem Titel eines Vizekanzlers und Vizekonsistorialpräsidenten; am 24. Juni 1805 wurde er Kanzler und Konsistorialpräsident in Frankenhausen.
Aufgrund seines diplomatischen Geschicks vermittelte er am 18. April 1807 in Warschau den Beitritt der Fürstentümer Schwarzburg-Rudolstadt und Schwarzburg-Sondershausen zum Rheinischen Bund, obwohl es nicht in der Absicht Frankreichs gelegen hatte, die Fürstentümer in den Bund aufzunehmen.
1813 endete die Protektion Napoleons, und Ketelhodt hatte einen maßgeblichen Anteil daran, dass das Fürstentum 1815 dem Deutschen Bund beitrat.
1814/15 nahm er als Vertreter von Schwarzburg-Rudolstadt am Wiener Kongress teil. Dessen Schlussakte unterzeichnete er am 8. Juni 1815 mit „Freiherr“; seither führt die Familie offiziell den Freiherrentitel. Er wurde danach aus unterschiedlichen Gründen in Mecklenburg am 20. Juli 1843 und in Rudolstadt am 15. Dezember 1854 sowie am 29. August 1913 erneut bestätigt.
1816 wurden die Lehnsverhältnisse zu Preußen, an welches alle Rechte der Krone Sachsens an das Haus Schwarzburg übergegangen waren, durch Abtretungen und Umtausch von Gebietsteilen neu geordnet; auch hieran hatte Ketelhodt einen maßgeblichen Anteil. Sein bedeutendstes Werk war die Schaffung der Verfassung, die im Januar 1816 in Kraft trat, die erste Verfassung in Thüringen.
Am 19. Dezember 1827 erhielt er den Titel eines Geheimrats mit dem Prädikat Exzellenz, außerdem wurde ihm das Direktorium der Regierung mit den dazu gehörigen Kollegien in Rudolstadt übertragen.

### Ehrungen / Auszeichnungen
- Erbschenk der gefürsteten Grafschaft Henneberg;
- Ritter des Roten Adlerordens 2. Klasse;
- Großkreuz des Hausorden der Treue;
- Ehrenmitglied der lateinischen Gesellschaft in Jena.

### Werke (Auswahl)
- De agnato in feudo citra consensum obligato. Gottingae 1785. (Digitalisat)
- Rede bei Ablegung der Glückwünsche zu der funfzigjährigen Amts-Jubelfeier Sr. Excellenz des Herrn Friedr. Wilh. Ludw. von Beulwiz von den dem Präsidium Seiner Excellenz untergebenen Colleginen und Canzleien am 10ten November 1824 gesprochen von Friedrich Wilhelm von Ketelhodt. Rudolstadt: Froebel, 1824.
- Das Tagebuch einer Reise der Schwarzburg-Rudolstädtischen Prinzen Ludwig Friedrich und Carl Günther durch Deutschland, die Schweiz und Frankreich in den Jahren 1789 und 1790. Weimar; Jena: Hain, 2004.